# Cephalotes pallens
Cephalotes pallens é uma espécie de inseto do gênero Cephalotes, pertencente à família Formicidae.